# بريسبا بيرلك
نادي بريسبا بيرلك هو نادي كرة قدم سويدي أٌسس عام 1984. يلعب النادي في الدوري السويدي الدرجة الأولى.